# Der Knochenmann
Der Knochenmann ist ein Detektivroman des österreichischen Autors Wolf Haas aus dem Jahre 1997. Er ist der zweite von neun „Brenner-Krimis“ rund um die Titelfigur, den Privatdetektiv Simon Brenner. Das Buch wurde 2008 verfilmt. Die Weltpremiere hatte der gleichnamige Film bei der 59. Berlinale (Internationale Filmfestspiele Berlin) am 9. Februar 2009.

## Inhalt
In dem kleinen Ort Klöch in der Steiermark steht eine riesige Backhendlstation. Das Unternehmen wird von Frau Löschenkohl geleitet. Ihr Mann, Paul Löschenkohl, ist nur selten im Betrieb. Jeden Tag fallen dort tausende Hühnerknochen an, die mit der alten Knochenmehlmaschine zermahlen werden. Doch diese alte Maschine ist zu langsam, daher ist immer ein Knochenberg davor.
Eines Tages werden bei einer lebensmittelpolizeilichen Untersuchung Menschenknochen gefunden. Die Kripo untersucht den Fall, kommt jedoch zu keinem Ergebnis. Ein paar Wochen später engagiert Frau Löschenkohl den Privatdetektiv Simon Brenner. Doch diese ist verschwunden, als Brenner dort ankommt.
Brenner beobachtet das Cupspiel Klöch gegen Oberwart. Die Klöcher gewinnen dank der Leistung ihres Torwarts Milovanovic, eines Jugoslawen, der die Knochenmehlmaschine in der Hendlstation bedient. Tags darauf findet der Zeugwart des FC Klöch den Kopf Ortovics in einem Ballsack, der Rest des Körpers bleibt verschwunden. Um mehr über Milovanovic und Ortovic herauszufinden, die sich gegenseitig aufs Tiefste hassen, nimmt Brenner an einer Pensionistenbusfahrt teil, die vom Trainer des FC Klöch organisiert wurde. Dieser erzählt ihm während der Fahrt, dass die Freundin von Ortovic, Helene Jurasic, eine Prostituierte ist. Am Tag dieser Busfahrt verschwindet Milovanovic spurlos. Brenner geht in ein Bordell, um dort den Künstler Palfinger auszufragen, weil ein guter Freund von Palfinger, der Horvath, verschwunden ist und tot geglaubt wird. Die meisten Bilder von Horvath gehören dem pleitegegangenen Gummiproduzenten Marko. Marko hat sofort nach dem Verschwinden von Horvath deren Ausverkauf organisiert.
Am nächsten Tag besucht Brenner die Schwester der verschwundenen Frau Löschenkohl, findet aber nichts heraus und fährt weiter zum Ausverkauf von Marko. Doch auch dort erfährt er nichts Neues. Am folgenden Tag holt er sich die Adresse von Helene Jurasic, um dieser einen Besuch abzustatten. Helene wohnt in der teuersten Gegend von Wien, auf dem Roten Berg. Dort trifft Brenner auf Paul Löschenkohl. Dieser nimmt ihn nach langen Gesprächen mit nach Klöch. Während der Fahrt erfährt Brenner, dass Milovanovic der Bruder von Helene ist und er etwas gegen die Beziehungen seiner Schwester hatte. In der Nacht wird Brenner durch laute Lustschreie aus dem Nebenzimmer geweckt. Er späht durch ein Loch in der Wand hinüber. Dort sieht er den tot geglaubten Künstler Horvath. Dieser hatte sich als Kellnerin verkleidet und in der Grillhendlstation gearbeitet.
Am nächsten Tag beschließt Brenner Marko zur Rede zu stellen. Doch Marko ist nicht zu finden. Am Nachmittag trifft er Horvath normal gekleidet. Dieser erzählt Brenner, dass ihn Marko dazu überredet hat, sich hier zu verstecken, damit er nicht Konkurs anmelden muss. Weiters erzählt er, dass er sich verraten habe, indem er Drogen bei Jacky, welcher ihn an seiner Bestellung erkannt hat, gekauft hat. Jacky ist sofort zu Marko gegangen und erpresst ihn, alles auffliegen zu lassen. Am Abend fährt Brenner wieder nach Wien zu Helene Jurasic. Dort trifft er auch auf Milovanovic. Gemeinsam erzählen ihm die beiden, dass sie wissen, dass die Knochen einem Söldneranwerber gehören, der in der Hendlstation nach Leuten gesucht hat. Sie erzählen, wie der alte Löschenkohl Helene das Geld einfach zugesteckt hat, wie sie dann ihren Freund Ortovic zum Löschenkohl geschickt hat, um Schweigegeld für die Sachen mit Helene zu erhalten. Doch Milovanovic, sich als Ortovic ausgebend, hat beim Löschenkohl angerufen und gesagt, dass er Schweigegeld für den Baumann (Söldneranwerber) will. Daraufhin ist der Kopf von Ortovic im Ballsack aufgetaucht.
Brenner fährt sofort zurück zur Grillhendlstation. Dort findet er im Kühlraum die Leichen von Ortovic, Baumann, Marko und Frau Löschenkohl. Der alte Löschenkohl überrascht Brenner im Kühlraum mit einer Fleischerhacke. Brenner kann ausweichen, verliert aber den kleinen Finger der linken Hand. Dann kommt Paul Löschenkohl in den Kühlraum und Brenner und er überwältigen den Mörder. Doch anstatt sich einen Krankenwagen zu rufen, bestellt Brenner sich den Wagen zum Haus des Marko. Dort treten sie die Tür ein und finden dahinter den halbverhungerten Jacky.
Dann fällt Brenner durch den Blutverlust am Finger in Ohnmacht und erwacht erst im Krankenhaus neben Jacky wieder. Dieser erzählt Brenner, dass der alte Löschenkohl alle vier Morde gestanden hat: den Söldneranwerber, Marko, die Frau Löschenkohl und Ortovic.

## Figuren
- Simon Brenner ist der Privatdetektiv.
- Friedrich Löschenkohl ist Gründer der Backhendlstation und Stiefvater von Paul Löschenkohl.
- Paul Löschenkohl ist der Stiefsohn des alten Löschenkohl.
- Angelika Löschenkohl ist die Frau von Paul Löschenkohl.
- Goran Milovanovic ist ein Ex-Profifußballer, der die Knochenmehlmaschine in der Backhendlstation bedient. Er ist auch der Bruder der Helene Jurasic. Milovanovic ist Torwart des FC Klöch.
- Helene Jurasic ist eine Prostituierte, deren Hauptfreier Löschenkohl senior ist. Sie ist die Freundin von Ortovic und die Schwester von Milovanovic.
- Ortovic ist der Freund der Helene Jurasic und Fußballstürmer in einem Nachbarort.
- Ferdl ist der Trainer des FC Klöch, der auch als Busfahrer bei Pensionistenfahrten tätig ist.
- Palfinger ist ein Künstler.
- Gottfried Horvath ist ein Künstler, der gut mit Palfinger befreundet ist. Er arbeitete ein Jahr, als Kellnerin verkleidet, in der Backhendlstation.
- Nikolaus Marko ist ein Gummiproduzent, der einst reich war und einen Großteil seines Vermögens für die Werke von Horvath ausgegeben hat.
- Kaspar Krennek ist ein ehemaliger Arbeitskollege von Brenner bei der Polizei.
- Winkler ist auch ein ehemaliger Arbeitskollege von Brenner.
- Jacky Trummer ist ein Drogendealer, der die meiste Zeit in der Backhendlstation an der Bar verbringt.
- Frau Trummer ist Klofrau der Backhendlstation und Mutter von Jacky Trummer.
- Die Schuhverkäuferin ist die Schwester von Angelika Löschenkohl.
- Der Baumann ist das erste Opfer des alten Löschenkohl.

## Buchausgaben
- Der Knochenmann. Roman. Rowohlt Taschenbuch, Reinbek 1997, ISBN 3-499-43258-7.
- Neuausgabe: Der Knochenmann, ebd. 2000, ISBN 978-3-499-22832-2.
- Sonderausgabe: Der Knochenmann. Das Buch zum Film, ebd. 2009, ISBN 978-3-499-25237-2.